# Rimbez-et-Baudiets
Rimbez-et-Baudiets ist eine französische Gemeinde mit 104 Einwohnern (Stand: 1. Januar 2022) im Département Landes in der Region Nouvelle-Aquitaine. Sie gehört zum Kanton Haute Lande Armagnac im Arrondissement Mont-de-Marsan. 
Sie grenzt im Norden an Baudignan, im Nordosten an Arx, im Osten an Sos, im Süden an Escalans, im Südwesten an Herré, im Westen an Losse und im Nordwesten an Lubbon. An der nordöstlichen Gemeindegrenze verläuft das Flüsschen Gueyze, im Südwesten verläuft der Rimbez.

## Bevölkerungsentwicklung
| Jahr      | 1962 | 1968 | 1975 | 1982 | 1990 | 1999 | 2008 | 2017 |
| --------- | ---- | ---- | ---- | ---- | ---- | ---- | ---- | ---- |
| Einwohner | 100  | 97   | 83   | 60   | 79   | 86   | 96   | 105  |

## Sehenswürdigkeiten
- Kirche Saint-Luperc in Rimbez, Monument historique seit 2002

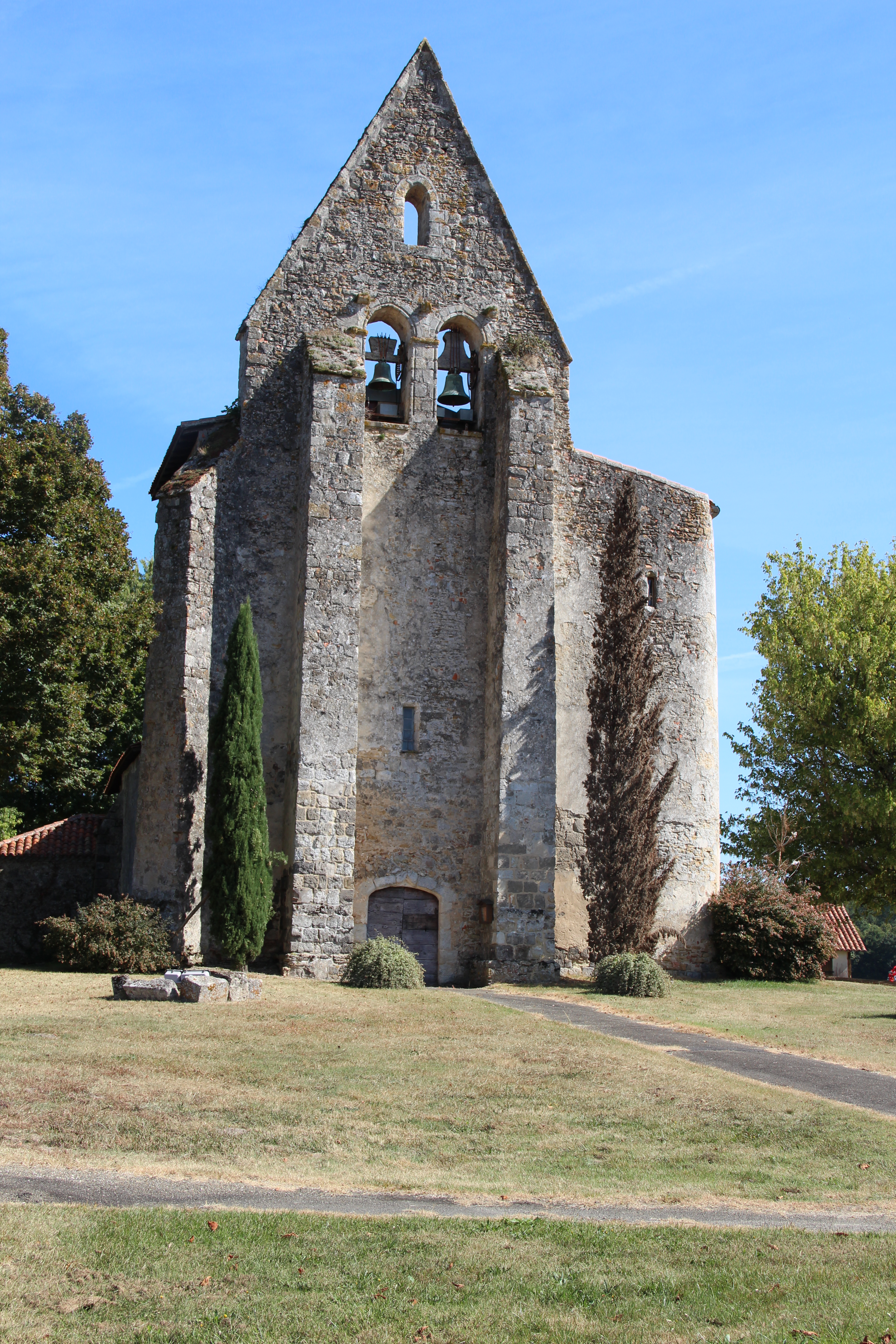
Kirche Saint-Luperc